# امتالی اپازیلا
امتالی اپازیلا (به لاتین: Amtali Upazila) یک سکونتگاه مسکونی در بنگلادش است که در شهرستان برگونه واقع شده‌است.

## خصوصیات
امتالی اپازیلا ۷۲۰٫۷۶ کیلومترمربع مساحت و ۲۴۴٬۴۳۸ نفر جمعیت دارد.